# Bis
Bis (z łac. „dwa razy, jeszcze raz”) – dodatkowy utwór, wykonany poza programem koncertu na życzenie publiczności. 
Także entuzjastyczny okrzyk publiczności domagającej się ponownego wykonania utworu lub wykonania dodatkowego utworu, nieprzewidzianego w programie.
Określenie to użyte przy zapisie tekstu piosenki oznacza, że daną zwrotkę lub jej część należy powtórzyć.